# Carla Candiani
Pour les articles homonymes, voir Candiani.
 (juin 2025).
Si vous disposez d'ouvrages ou d'articles de référence ou si vous connaissez des sites web de qualité traitant du thème abordé ici, merci de compléter l'article en donnant les références utiles à sa vérifiabilité et en les liant à la section « Notes et références ».
Carla Candiani, née le 9 février 1916 à Legnano dans la région de la Lombardie et morte le 2 juillet 2005 à Anagni dans la région du Latium, est une actrice italienne. Découverte par le public italien dans le giallo L'albergo degli assenti de Raffaello Matarazzo, elle a pris part à dix-sept films au cours de sa carrière.

## Biographie
Carla Candiani naît à Legnano en 1916. Elle fréquente une école de langues étrangères et participe à des castings pour devenir actrice. Elle débute ainsi au cinéma par un petit rôle en 1937 dans la comédie Le Féroce Saladin (Il feroce Saladino) de Mario Bonnard.
En 1939, Raffaello Matarazzo lui confie l’un des principaux rôles de son giallo L'albergo degli assenti. Elle y joue le rôle de Muriel, une riche héritière qui est victime de plusieurs tentatives d’enlèvements et dont la dernière se solde par la disparition de sa secrétaire, Renata (Paola Barbara). Elle retrouve Matarazzo l’année suivante dans la comédie Trappola d'amore ou elle joue le rôle de la secrétaire de Dicky (Giuseppe Porelli), un noble collectionneur d’art à qui elle propose les services de son petit ami et détective privé (Paolo Stoppa) pour assurer la sécurité de sa collection.
Elle joue ensuite dans quatre films, dont L'imprevisto (it) de Giorgio Simonelli avec Vanna Vanni et Emilio Ciglio. En 1941, elle prend part au drame musical La Tosca (Tosca) de Carlo Koch et Jean Renoir, inspiré par l’opéra éponyme de Giacomo Puccini et la pièce de Victorien Sardou.
En 1942, elle joue le rôle principal du film d’aventures Capitaine Tempête (Capitan Tempesta) de Corrado D'Errico, un film réalisé d’après le roman éponyme de l’écrivain italien Emilio Salgari. Elle reprend ce rôle dans la suite de ce film, Le Lion de Damas (Il leone di Damasco), qui est le dernier film de D'Errico, qui malade, ne peut finir le tournage qui est achevé par Enrico Guazzoni.
L’année suivante, elle est la comtesse Albine de Montholon, épouse de Charles-Tristan de Montholon dans Sant'Elena, piccola isola d’Umberto Scarpelli et Renato Simoni, un film consacré à l’exil de Napoléon Ier à Sainte-Hélène. Elle prend également part à la comédie Non sono superstizioso... ma! de Carlo Ludovico Bragaglia aux côtés de Vittorio De Sica, Armando Falconi et Maria Mercader.
En 1946, elle participe au premier film de Mario Costa, le drame La sua strada dans lequel elle joue le rôle d’une mère. Elle est ensuite à l’affiche de la comédie Rocambole de Jacques de Baroncelli et prend part à sa suite, La Revanche de Baccarat.
Elle se retire peu après pour se marier et se consacrer à sa vie de famille. Elle décède à Anagni en 2005 à l’âge de 89 ans.

## Filmographie

### Au cinéma
- 1937 : Le Féroce Saladin (Il feroce Saladino) de Mario Bonnard
- 1939 : L'albergo degli assenti de Raffaello Matarazzo
- 1940 : Trappola d'amore de Raffaello Matarazzo
- 1940 : Sei bambine e il Perseo de Giovacchino Forzano
- 1940 : L'imprevisto (it) de Giorgio Simonelli
- 1940 : L'uomo del romanzo de Mario Bonnard
- 1940 : Amore di ussaro de Luis Marquina
- 1941 : La Tosca (Tosca) de Carlo Koch et Jean Renoir
- 1942 : Oro nero d'Enrico Guazzoni
- 1942 : Capitaine Tempête (Capitan Tempesta) de Corrado D'Errico
- 1942 : Le Lion de Damas (Il leone di Damasco) de Corrado D'Errico et Enrico Guazzoni
- 1943 : Non sono superstizioso... ma! de Carlo Ludovico Bragaglia
- 1943 : Sant'Elena, piccola isola d’Umberto Scarpelli et Renato Simoni
- 1946 : La sua strada de Mario Costa
- 1948 : Rocambole de Jacques de Baroncelli (1re époque)
- 1948 : La Revanche de Baccarat de Jacques de Baroncelli (2e époque)

## Source
- Roberto Poppi et Enrico Lancia, Le attrici, Rome, Gremesse, 2003 (ISBN 88-8440-214-X), p. 61.